# Bematistes timandra
Bematistes timandra är en fjärilsart som beskrevs av Karsch 1893. Bematistes timandra ingår i släktet Bematistes och familjen praktfjärilar. Inga underarter finns listade i Catalogue of Life.